# Konwencja Baptystyczna Nigerii
Konwencja Baptystyczna Nigerii – wspólnota baptystyczna w Nigerii. Jest trzecią pod względem liczby wiernych denominacją baptystyczną na świecie, i największą w Afryce.
Według danych z roku 2016 liczy 7 milionów ochrzczonych członków (a więc nie licząc dzieci)  i 13 000 zborów. 
Konwencja Baptystyczna Nigerii należy do Światowego Związku Baptystycznego.
Pierwszym baptystycznym misjonarzem w Nigerii był Thomas Jefferson Bowen, wywodzący się z Południowej Konwencji Baptystycznej. W roku 1850 przybył do Badagry w Nigerii.
W lipcu 1854 roku założono w Orile Ijaye pierwszy zbór baptystyczny w Nigerii..
Konwencja oficjalnie została utworzona w 1914 roku.